# FK Riazan (1995)
Ne doit pas être confondu avec FK Riazan (2010), FK Spartak Riazan ou FK Spartak-MJK Riazan.
Maillots
Le Futbolny klub Riazan (russe : Футбольный клуб «Рязань») est un club de football russe basé à Riazan fondé en 1995 et disparu en 2009.

## Histoire
Fondé en 1995 sous le nom Agrokomplekt (russe : Агрокомплект), le club fait ses débuts au niveau local en 1996, remportant le championnat de la ville de Riazan. Après deux saisons en championnat régional, il est promu en quatrième division pour la saison 1999. Arrivé cinquième, il profite de la disparition du Spartak Riazan et hérite de sa place en troisième division pour la saison 2000, se renommant lui-même très brièvement Spartak en octobre 2000 avant de reprendre son nom d'origine.
Le club enregistre sa meilleure performance lors de la saison 2005 qui le voit finir deuxième du groupe Centre derrière le Saliout Belgorod. Il adopte par ailleurs le nom FK Riazan à partir de 2007.
Le club fait faillite et disparaît à l'issue de la saison 2009. Il est remplacé par le nouveau Zvezda Riazan l'année suivante.

## Bilan sportif

### Classements en championnat
La frise ci-dessous résume les classements successifs du club en championnat.

### Bilan par saison
| Saison | Championnat    | Championnat | Championnat | Championnat | Championnat | Championnat | Championnat | Championnat | Championnat | Championnat | Coupe de Russie |
| Saison | Division       | Pos         | Pts         | J           | V           | N           | D           | BP          | BC          | Diff        | Coupe de Russie |
| ------ | -------------- | ----------- | ----------- | ----------- | ----------- | ----------- | ----------- | ----------- | ----------- | ----------- | --------------- |
| 1996   | Locale         | 1er         | Inconnu     | Inconnu     | Inconnu     | Inconnu     | Inconnu     | Inconnu     | Inconnu     | Inconnu     | —               |
| 1997   | 5e Riazan      | 1er         | 85          | 32          | 28          | 1           | 3           | 122         | 20          | +102        | —               |
| 1998   | 5e Riazan      | 2e          | 54          | 22          | 17          | 3           | 2           | 69          | 9           | +60         | —               |
| 1999   | 4e Anneau d'or | 5e          | 32          | 22          | 9           | 5           | 8           | 18          | 23          | -5          | —               |
| 2000   | 3e Centre      | 16e         | 42          | 38          | 9           | 15          | 14          | 27          | 38          | -11         | —               |
| 2001   | 3e Centre      | 11e         | 46          | 38          | 11          | 13          | 14          | 36          | 35          | +1          | Deuxième tour   |
| 2002   | 3e Centre      | 7e          | 53          | 38          | 14          | 11          | 13          | 42          | 34          | +8          | Deuxième tour   |
| 2003   | 3e Centre      | 4e          | 64          | 36          | 19          | 7           | 10          | 42          | 23          | +19         | Quatrième tour  |
| 2004   | 3e Centre      | 6e          | 43          | 32          | 12          | 7           | 13          | 42          | 33          | +9          | Deuxième tour   |
| 2005   | 3e Centre      | 2e          | 80          | 34          | 24          | 8           | 2           | 76          | 18          | +58         | Deuxième tour   |
| 2006   | 3e Centre      | 4e          | 61          | 34          | 17          | 10          | 7           | 48          | 30          | +18         | Troisième tour  |
| 2007   | 3e Centre      | 4e          | 61          | 30          | 18          | 7           | 5           | 51          | 19          | +32         | Troisième tour  |
| 2008   | 3e Centre      | 8e          | 47          | 34          | 12          | 11          | 11          | 39          | 34          | +5          | Troisième tour  |
| 2009   | 3e Centre      | 8e          | 45          | 32          | 13          | 6           | 13          | 39          | 34          | +5          | Deuxième tour   |
| 2009   | 3e Centre      | 8e          | 45          | 32          | 13          | 6           | 13          | 39          | 34          | +5          | Troisième tour  |

Légende
- Promotion en division supérieure
- Relégation en division inférieure